# Котастла
Котастла (исп. Cotaxtla) — город в Мексике, входит в штат Веракрус, административный центр одноимённого муниципалитета.